# Pedro Fernandes Lopes
Pedro Fernandes Lopes (Coimbra, 22 de janeiro de 1986), é o atual Secretário de Estado para a Inovação e Formação Profissional de Cabo Verde.

## Início de vida
Filho de José António Lopes (Cidade da Praia - Achada de Santo António, Cabo Verde, 07 de Setembro de 1961 ) e de Maria Isabel Alves (Coimbra, 18 de Janeiro de 1948). Família Materna de Coimbra, Família Paterna da Cidade da Praia (Achada de Santo António) e da Ilha do Fogo (Mosteiros).
Pedro Lopes é licenciado em Relações Internacionais (Universidade de Coimbra, Portugal), Mestrado em Resolução de Conflitos (Universidade de Bradford, Reino Unido) e Pós-Graduado em Comunicação Estratégica de Marketing (Departamento de Economia, Universidade de Coimbra). Foi Presidente do Núcleo de Estudantes de Relações Internacionais da Universidade de Coimbra (NERIFE).

## Carreira profissional
Em Portugal, trabalhou com a Embaixada de Cabo Verde em Lisboa e com o Grupo Catarino para a área de Gestão de Clientes e Gestor de Negócios Internacionais.
Em Itália, Pedro Lopes, teve o seu percurso na Câmara Municipal de Trieste, onde organizou workshops, conferências e promoveu a mobilidade juvenil no âmbito de um projeto da Comissão Europeia.
Em Cabo Verde, Pedro fez parte da equipa que organizou o "Africa Innovation Summit - AIS" como Diretor da "African Innovation Exhibit " e como Director-adjunto da Cimeira de Inovação Africana. Foi também consultor de comunicação, gestor de projetos e Vice-Presidente executivo da Wansati Communications e exerceu o cargo de “Communications Associate” nas Nações Unidas - na Cidade da Praia. Aos 31 anos, tornou-se Membro do actual Governo de Cabo Verde ao ser nomeado Secretário de Estado da Inovação e Formação Profissional.
É o fundador e foi Presidente da Geração B-Bright um projeto de empoderamento juvenil sem fins lucrativos que consciencializa a juventude Cabo-Verdiana para a participação cívica e para a importância do reforço de competências. Em 2016 a Geração B-Bright foi nomeada para os Prémios “Somos Cabo Verde - Os Melhores do Ano” na categoria de Inovação e Empreendedorismo. Pedro é também o detentor da licença e organizador do primeiro TEDx de Cabo Verde, o TEDx é a maior plataforma de partilha de ideias do mundo. Em 2017, através do TEDxPraia foi novamente nomeado, mas desta vez, também vencedor dos Prémios "Somos Cabo Verde - Os Melhores do Ano" na categoria de Inovação e Empreendedorismo.
Participou no Programa Mandela Washington Fellowship for Young African Leaders, este é o maior programa para jovens líderes de África no mundo, promovido pelo Departamento de Estado do Governo dos Estados Unidos da América. Este Programa permitiu a Pedro Lopes realizar uma formação intensiva em Negócios e  Empreendedorismo na Universidade de New Mexico - USA, desenvolver uma network com jovens que são líderes nos seus países nas áreas da sociedade civil, no mundo empresarial e ocupam cargos de destaque nos seus Governos. Entre o grupo dos jovens líderes africanos que participaram no Mandela Washington Fellowship, Pedro Lopes foi também selecionado para  uma experiência profissional e foi na International Youth Foundation em  Baltimore, EUA que Pedro colaborou com uma organização com mais de 25 anos de experiência na área da formação profissional e promoção de empregabilidade jovem e que está presente em mais de 70 países.
Pedro Lopes pertenceu como membro eleito ao Conselho Consultivo de Jovens Líderes Africanos da África Ocidental, organização que serve como elo de ligação entre o International Research and Exchanges Board (IREX), United States Agency for International Development (USAID) e os jovens líderes africanos, promovendo o diálogo, a partilha de melhores práticas em várias áreas e promovendo oportunidades da Agência de Desenvolvimento Internacional do Governo dos Estados Unidos para jovens líderes africanos.
Em 2018, Pedro Lopes foi  escolhido pelo ex-Presidente Americano, Barack Obama, para fazer parte de sua primeira iniciativa de liderança no Continente Africano – Obama Foundation Leaders: Africa.
Tem entrevistas para vários meios de comunicação social (Cabo Verde, Portugal, Itália, Estados Unidos, Angola, Moçambique) incluindo a Revista Forbes.

## Prémios e nomeações
- Vencedor com o projeto TEDxPraia do Prémio “Somos Cabo Verde - Os Melhores do Ano” na categoria de Inovação e Empreendedorismo.[11]
- Selecionado  como um dos 100 Afrodescendentes mais influentes do Mundo com menos de 40 anos pela MIPAD de New York no âmbito da Década Internacional dos Afrodescendentes proclamada pelas Nações Unidas.[12]
- Nomeado para o Prémio “Políticos do Ano” pela organização “One Young World” com sede em Londres, Inglaterra.[13]
- Nomeado Personalidade do Ano pelo  - P3 / Público de Portugal.[14]
- Selecionado como um dos 100 Jovens Africanos mais influentes pela Africa Youth Awards com sede no Gana.[15]
- Selecionado para a Lista 100 Futuros líderes: Os Jovens mais influentes do Mundo no Governo pela Apolitical com sede em Londres, Inglaterra.[16]